# ランペドゥーザ・エ・リノーザ
ランペドゥーザ・エ・リノーザ（イタリア語: Lampedusa e Linosa）は、イタリア共和国シチリア州アグリジェント県にある、人口約6,600人の基礎自治体（コムーネ）。イタリア最南端のコムーネである。
シチリア島の南方、チュニジアの東方にあるペラージェ諸島の島々（ランペドゥーザ島、リノーザ島など）から構成される。

## 名称
標準イタリア語以外の言語では、以下の名称を持つ。
- シチリア語: Lampidusa e Linusa

## 地理

### 位置・広がり

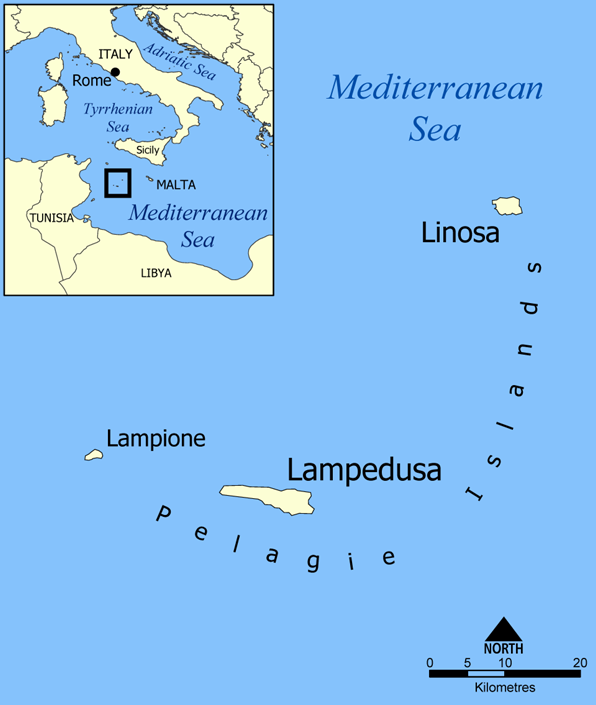
ペラージェ諸島

ペラージェ諸島はシチリア海峡のシチリア島南方、チュニジア東方に位置する島々で、ランペドゥーザ島、リノーザ島、ランピョーネ島、および付属の小島嶼からなる。
ペラージェ諸島のうち面積・人口最大の島は、最も南にあるランペドゥーザ島で、ランピョーネ島の東南東約20km、リノーザ島の西南西約45kmに位置している。ランペドゥーザ島はシチリア島の海岸からは東南東へ約210kmも離れているのに対し、チュニジアの海岸からは東へ113kmしか離れていない。なお、北北東へ約160kmの位置にイタリア領パンテッレリーア島、東北東へ約170kmの位置にマルタ共和国がある。
コムーネ所属の島のうち、定住人口があるのはランペドゥーザ島とリノーザ島である。コムーネの中心集落はランペドゥーザ島にあるランペドゥーザで、マルタの首都バレッタからは西南西へ約179km、県都アグリジェントからは東南東へ約220km、チュニジアの首都チュニスからは南東へ約262km、州都パレルモからは南南西へ約298km、リビアの首都トリポリからは西北西へ約298km、イタリアの首都ローマからは南へ約711kmの距離にある。
- ランペドゥーザ島の属島コニーリ島（兎島）
- ランピョーネ島
- リノーザ島の集落

## 社会

### 人口

#### 居住地区別人口
国立統計研究所（ISTAT）によれば、2001年国勢調査時点での居住地区（Località abitata）別の人口は以下の通り。
| 地区名                 | 標高  | 人口  | 備考                         |
| ---------------------- | ----- | ----- | ---------------------------- |
| LAMPEDUSA E LINOSA     | 0/195 | 5,725 | 海上の島のみからなるコムーネ |
| Isola dei Conigli      | 0/27  | -     | 海上の島                     |
| Lampedusa              | 0/195 | 5,282 | 海上の島                     |
| Lampedusa *            | 16    | 4,297 |                              |
| Cala Creta             | 23    | 21    |                              |
| Cala Francese          | 19    | 6     |                              |
| Grecale                | 40    | 180   |                              |
| Terranova              | 45    | 169   |                              |
| Case Sparse            | -     | 609   |                              |
| Lampione               | 0/36  | -     | 海上の島                     |
| Linosa                 | 0/12  | 443   | 海上の島                     |
| Linosa                 | 12    | 388   |                              |
| Case Sparse            | -     | 55    |                              |
| Scoglio del Sacramento | 0/46  | -     | 海上の島                     |

- ISTATは人口統計上、家屋密度の高い centro abitato （居住の中心地区）、密度の低い nucleo abitato （居住の核となる地区）、まとまった居住地区を形成していない case sparse （散在家屋）の区分を用いている。上の表で地名がすべて大文字で示されているものが centro abitato である。「*」印が付されているのは、コムーネの役場・役所 la casa comunale の置かれている地区である。

## 交通

### 空港
- ランペドゥーザ空港（英語版）

## 人物

### ゆかりの人物
- ジュゼッペ・トマージ・ディ・ランペドゥーサ - 貴族、作家。パルマ公爵、ランペドゥーサ公。
- ドメニコ・モドゥーニョ - 歌手、俳優、政治家。ランペドゥーザ島にて死去。